# Reciclarea bateriilor

## Reciclarea bateriilor și acumulatorilor
Bateriile și acumulatorii reprezintă o categorie specială de deșeuri periculoase, datorită conținutului ridicat de metale grele și substanțe toxice precum plumbul, mercurul, nichelul, litiul sau cadmiul. Aruncate necorespunzător, ele pot contamina solul, apele subterane și pot declanșa incendii în gropile de gunoi.
În funcție de compoziție și utilizare, bateriile se împart în:
- baterii portabile (ex: AA, AAA, telefoane)
- baterii auto (plumb-acid)
- baterii industriale (ex: UPS, echipamente)
- baterii litiu-ion (vehicule electrice, trotinete, laptopuri)

Procesul de reciclare presupune colectarea separată, sortarea, dezmembrarea și tratarea chimică sau pirometalurgică, în scopul recuperării metalelor și materialelor reutilizabile. Reciclarea bateriilor este obligatorie în Uniunea Europeană conform Directivei 2006/66/CE^[1], în România conform Hotărârii Guvernului nr. 1.132/2008^[2] iar în Republica Moldova este reglementată de Hotărârea Guvernului nr. 586/2020 privind bateriile și acumulatorii^[3].
Exemple de sisteme colective pentru baterii includ ReBat (Germania), GRS (Austria), și în Republica Moldova – organizații precum ReGREEN Moldova, toate acestea oferă servicii complete de colectare și raportare prin mecanismul REP pentru baterii portabile și industriale.

## Impactul asupra mediului
Metalele grele din baterii, precum plumbul, cadmiul și mercurul, sunt extrem de toxice pentru organismele vii. O baterie aruncată la gunoi poate contamina până la 10 litri de apă și un metru pătrat de sol. Aceste substanțe pot pătrunde în lanțul trofic, afectând sănătatea umană și ecosistemele.

## Ținte de colectare și obligații legale
Conform Directivei 2006/66/CE, statele membre ale Uniunii Europene trebuie să atingă o rată de colectare de:
- minimum 25% până la sfârșitul anului 2012
- minimum 45% până la sfârșitul anului 2016

În Republica Moldova, conform HG nr. 586/2020, producătorii și importatorii de baterii sunt obligați să finanțeze sistemele de colectare și să raporteze cantitățile gestionate anual către autoritățile competente.

## Metode de reciclare în funcție de tipul bateriei
- Bateriile plumb-acid sunt adesea reciclate prin procese pirometalurgice, unde plumbul este topit și reutilizat.
- Bateriile litiu-ion necesită procese mai avansate de dezmembrare, urmate de extracția materialelor critice precum cobaltul, litiul și nichelul prin hidrometalurgie.

## Provocări și perspective
Reciclarea bateriilor devine tot mai importantă în contextul tranziției energetice globale. Utilizarea tot mai mare a vehiculelor electrice și a echipamentelor mobile crește cererea de baterii și, implicit, de sisteme eficiente de reciclare. Provocările principale includ:
- lipsa infrastructurii specializate în unele țări
- costurile ridicate ale reciclării bateriilor Li-ion
- nivelul redus de conștientizare publică

Inovațiile tehnologice, cum ar fi reciclarea directă și noile metode de extracție chimică, promit să reducă costurile și impactul asupra mediului.